# سیلیه نورنتال
سیلیه نورنتال  ورزشکار اسنوبردسواری اهل نروژ است.
وی در مسابقات کشوری و بین‌المللی در مجموع برندهٔ ۴ مدال طلا، ۱ مدال نقره، ۲ مدال برنز شده‌است.